# Jasnyje Zori (obwód biełgorodzki)
Jasnyje Zori (ros. Ясные Зори) – wieś w Rosji, w obwodzie biełgorodzkim, w rejonie biełgorodzkim. W 2010 liczyła 1715 mieszkańców.